# Tully (Somme)
Tully ist eine nordfranzösische Gemeinde mit 544 Einwohnern (Stand 1. Januar 2022) im Département Somme in der Region Hauts-de-France. Die Gemeinde liegt im Arrondissement Abbeville und ist Teil der Communauté de communes du Vimeu und des Kantons Friville-Escarbotin.

## Geographie
Die industrialisierte Gemeinde liegt an der Départementsstraße D229 nach Béthencourt-sur-Mer westlich an Friville-Escarbotin angrenzend im Vimeu. Das Gemeindegebiet gehört zum Regionalen Naturpark Baie de Somme Picardie Maritime.

## Einwohner
| 1962 | 1968 | 1975 | 1982 | 1990 | 1999 | 2006 | 2011 |
| ---- | ---- | ---- | ---- | ---- | ---- | ---- | ---- |
| 772  | 804  | 677  | 699  | 663  | 629  | 711  | 608  |

## Verwaltung
Bürgermeister (maire) ist seit 2001 Jack Soumillon (PCF).

## Sehenswürdigkeiten
- Kirche Saint-Firmin aus dem 19. Jahrhundert
- Tuffsteinkreuz
- Industriebauten der Gießereien Buiret[1] und Fonderie de Tully[2]